# برلینگیم (کالیفرنیا)
برلینگیم (به انگلیسی: Burlingame) شهری در شهرستان سن ماتئو ایالت کالیفرنیا است که در سرشماری سال ۲۰۱۰ میلادی، ۲۸۸۶۰ نفر جمعیت داشته است.